# الأمريكيون الأصليون في الولايات المتحدة
الأمريكيون الأصليون الذين يعيشون داخل حدود  الولايات المتحدة (بما في ذلك الشعوب الأصلية من ولاية ألاسكا وهاواي) ويتكونون من العديد من القبائل المتميزة، والكيانات وجماعة عرقية، وكثير منها بقوا مثل، الدول ذات السيادة لم يمسسهم شئ. حيث مصطلح الأصليين يستخدم للإشارة إلى أنفسهم حيث يختلفون إقليميا وحسب الجيل، مع العديد من قدامى السكان الأصليين البارزين مثل «الهنود»، بينما المواطنون الأحدث في كثير من الأحيان تحديدا يعرفون باسم «الشعوب الأصلية.» وينبغي أن يستخدم هذا المصطلح من قبل السكان غير الأصليين وأحيانا كان مثيرا للجدل. مصطلح «السكان الأصليين» قد كان يطبق من قبل الصحف الكبرى وبعض الجماعات الأكاديمية، ولكنه لا يشمل تقليديا هاوائيون أصليون أو بعض سكان ألاسكا الأصليين، مثل الأليوتية، سكان آلاسكا الأصليين، آلاسكا، أو شعوب الإنويت. السكان الأصليين من كندا هم يعرفون باسم الأمم الأولى.
منذ نهاية القرن 15 والاستعمار الأوروبي للأمريكيتين أدى إلى قرون من الصراع والتسوية بين العالم القديم ومجتمعات العالم الجديد. وقد عاش كثير من الأميركيين الأصليين تاريخيا كمجتمعات الصيد وجمع الثمار وحافظوا على تاريخهم استنادا إلى تاريخ شفهي والأعمال الفنية. وأدى ذلك إلى أول مصادر مكتوبة عن الصراع جري تأليفها من قبل الأوروبيين.
في وقت أول تقارب، كانت ثقافات الشعوب الأصلية مختلفة تماما عن تلك الشعوب التي أسهمت في تنمية الاقتصادات الصناعية الحديثة ومعظمها من المهاجرين المسيحيين. وكانت بعض الثقافات شمال شرق وجنوب على وجه الخصوص كانت من نسل أمومي وتعمل على أساس جماعى أكثر من ما كان الأوروبيين على دراية به. حافظت غالبية القبائل الأمريكية الأصلية على أراضي الصيد وأراضيهم الزراعية للاستخدام للقبيلة بأكملها.
كان الأوروبيون في ذلك الوقت يحتضنون ثقافات النظام الأبوي وتطورت مفاهيم حقوق الملكية للفرد، فيما يتعلق بالأراضي التي كانت مختلفة للغاية. تسببت الخلافات في الثقافات بين الأوروبيين المهاجرين والأميريكيين الأصليين فضلا عن تغير التحالفات بين الأمم المختلفة في أوقات الحرب، والتوتر السياسي واسع النطاق، والعنف العرقي، والتمزق الاجتماعي. عانى الأمريكيون الأصليون وفيات عالية من جراء إنتقال الأمراض الأوروبية حيث لم تكتسب حصانة طبية ضدها. وباء الجدري ويعتقد أنه قد تسبب في أكبر خسارة بشرية للسكان الأصليين، على الرغم من أن تقديرات السكان ما قبل كولومبوس ما يشكل اليوم في الولايات المتحدة إحصاءا يختلف بشكل ملحوظ، من 1-18 مليونا. وقد استخدم الجدري أيضا كوسيلة للحرب البيولوجية، من خلال المستعمرين يتمثل في «إهداء» القبائل البطانيات المصابة بالجدري.
بعد أن ثارت المستعمرات ضد بريطانيا فقد أنشأ رئيس الولايات المتحدة جورج واشنطن وهنري نوكس تصورا لفكرة «عصرنة» الهنود الحمر استعدادا لاستيعابهم كمواطنين في الولايات المتحدة. الاستيعاب (سواء طوعي، كما هو الحال مع تشوكتاو، وقد أصبح الاستيعاب القسري) سياسة ثابتة من خلال الإدارات الأميركية. خلال القرن 19 على، وأصبحت أيديولوجية فكر قدرنا التي تعنى أن المستوطنين الأمريكيين كان مصيرهم أن يمتدوا إلى جميع أنحاء القارة أصبحت جزءا لا يتجزأ من الحركة القومية الأميركية.وقد أدى توسع الشعوب الأوروبية الأمريكية إلى الغرب بعد الثورة الأميركية إلى زيادة الضغط على الأراضي الأمريكية الأصلية، وكذلك الحرب بين الجماعات، وارتفاع حدة التوتر في عام 1830، بعد أن أقر الكونغرس الأميركي قانون إزالة الهندي، الذي يسمح للحكومة بنزع الأميركيين الأصليين من مواطنهم وتهجيرهم إلى الولايات التي أنشئت أراضى غرب نهر المسيسيبي، كى يتسنى استيعاب التوسع الأوروبي-الأمريكي. وأدى ذلك إلى إبادة جماعية أو بالقرب من الإبادة الجماعية للعديد من القبائل، بأساليب وحشية، وأجبرت المسيرات القادمة كى يطلق عليها الاسم المعروف بدرب الدموع.
وحيث وصل التوسع الأمريكي إلى ولايات الغرب الأمريكية، وجاء المستوطنين وعمال المناجم المهاجرين مما أدى إلى زيادة الصراع مع قبائل الحوض الكبير، السهول الكبرى، هم الأميركيين الأصليين من الحوض الكبير والقبائل الغربية الأخرى. وكانت هذه ثقافات بدوية رحل معقدة على أساس (الخيول في الحروب) ثقافة الخيل والصيد الموسمي لالبيسون. انهم نفذوا المقاومة ضد توغل الولايات المتحدة في العقود بعد الانتهاء من الحرب الأهلية وسكة حديدية عبر القارات في سلسلة من الحروب الهندية، التي ظلت متكررة حتى عام 1890 ولكنها استمرت حتى القرن ال20. مع مرور الوقت، اضطرت الولايات المتحدة الأميريكيين الأصليين (الهنود) إلى إبرام سلسلة من المعاهدات وتقديم تنازلات عن الأراضي من قبل القبائل وتأسيس تحفظات لهم في كثير من الولايات الغربية. وقد شجع عملاء الولايات المتحدة الهنود إلى اعتماد الزراعة على النمط الأوروبي وإجراء الإصلاحات المماثلة، ولكن التكنولوجيا الزراعية الأوروبية-الأمريكية في ذلك الوقت كانت غير كافية لتلك الأراضي الجافة، مما أدى إلى المجاعة. في عام 1924، الأميركيين الأصليين الذين لم يكونوا بالفعل من مواطني الولايات المتحدة كانوا قد تم منح الجنسية لهم من قبل الكونغرس.
الهنود الحمر المعاصرون أضحت لهم علاقة فريدة مع الولايات المتحدة لأنهم قد يكونون أعضاء يتبعون أمما وقبائل، أو جماعات يتمتعون بسيادة وويتمتعون بمعاهدة حقوق. النشاط الثقافي منذ أواخر 1960 زادت المشاركة السياسية وأدت إلى توسيع الجهود الرامية إلى التعليم والحفاظ على اللغات الأصلية للأجيال الشابة وإنشاء أكبر بنية تحتية ثقافية: للسكان الأصليين الأميركيين وقد تم تأسيس الصحف ووسائل الإعلام ومواقع مستقلة على الإنترنت بما في ذلك مؤخرا FNX، وGGS وهى أول قناة تلفزيونية للسكان الأصليين (الهنود) ; أنشئت برامج الدراسات الأمريكية الأصلية والمدارس القبلية والجامعات، والمتاحف وبرامج اللغة؛ وبشكل متزايد كما نشرت لكتابهم الأصليين.

## التاريخ
الإمريكيون القدماء أو الإمريكيون الأصليون أو الهنود الإمريكيون أو الهنود الحمر هم السكان الأصليين للأمريكيتين قبل عصر كريستوفر كولمبس، سمٌوا بالهنود الحمر؛ لأن كريستوفر كولومبس ظن خطأ أنه في الهند عندما اكتشفها

### هجرتهم إلى الأمريكيتين

خريطة الهجرات البشرية القديمة

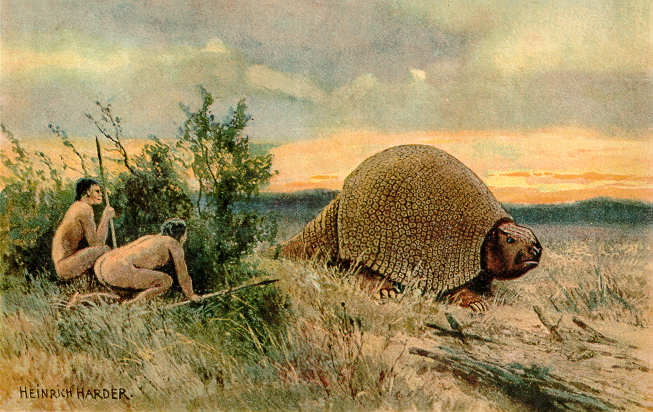
رسم يمثل اثنين من الهنود الحمر القدماء (من العصر الحجري) أثناء محاولتهم قنص حيوان الغليبتودونت (المنقرض حالياً)

ما زالت تفاصيل هجرة الهنود الحمر القدامى إلى الأمريكتين وداخلهما (بما في ذلك التواريخ الدقيقة والمسارات) قيد البحث والنقاش. ويفترض نموذج هجرات العالم الجديد أن نزوح سكان أمريكا الأصليين إليها من أوراسيا عبر جسر يابسة بيرنجيا الذي كان يربط شمال غرب أمريكا الشمالية (ألاسكا الحالية) بشمال شرق آسيا (سيبيريا) عبر ما يعرف الآن بمضيق بيرنغ بدأ قبل 16500 إلى 40000 عام تقريباً، وقت أن كان منسوب سطح البحر ينخفض أثناء العصر الجليدي، واستمر هذا النزوح لفترة غير معلومة المدى. كما تفترض النظريات أن السكان الأصليين نزحوا إما سيراً على الأقدام أو باستخدام قوارب بدائية على طول الساحل الجنوبي الغربي للمحيط الهادئ إلى أمريكا الجنوبية. انتشر الهنود القدماء في الأمريكتين واستوطنوهما ليؤسسوا المئات من الأمم والقبائل ذات الثقافات المتباينة، وذلك قبل آلاف السنين من بدء استعمار الأوربيين للعالم الجديد في القرن 15 الميلادي، غير أن التقاليد الشفاهية للأمريكيين الأصليين تقول إنهم قد استوطنوا الأمريكتين منذ بدء الخليقة، ويدعمون رواياتهم بالعديد من الحكايات التقليدية عن بدء الخلق.
غير أن تحديد تاريخ الهجرة بالفترة من 40 ألف إلى 16500 سنة ماضية كان ـ وسيظل ـ عرضة لاختلاف علمي كبير، والشيء الوحيد المتفق عليه حتى الآن هو أن أصول الأمريكيين القدماء ترجع إلى آسيا الوسطى، وأن الانتشار الواسع في الأمريكتين تم في أواخر العصر الجليدي الأخير، أي منذ 16 ألف إلى 13 ألف عام من الآن.
ومن النظريات الأحدث ـ والتي حظيت بشعبية كبيرة ـ في هذا الصدد ما عرف بالنظرية السولترية، التي تفترض أن شعباً أوروبياً قديماً (أو أكثر) كان من بين أوائل قاطني الأمريكتين، وأن هؤلاء الأوروبيين القدامى نزحوا إلى أمريكا الشمالية مستخدمين أساليب مشابهة لما استخدمه الإنويت المعاصرون، متتبعين لوحاً جليدياً كان يمتد عبر المحيط الأطلنطي. وتستند الفرضية على أوجه شبه وجدت بين أساليب الحضارة السوليترية في أوروبا والكلوفيسية في الأمريكتين ولم توجد أشباه لها في شرق آسيا أو سيبيريا أو بيرنجيا، وهي مناطق يفترض أن الأمريكيين القدامى جاؤوا منها. غير أن هذه النظرية أيضاً تجد الكثير من المعارضين استناداً على أن الاختلافات التي وجدت بين الأدوات التي عثر عليها أكثر من أوجه الشبه بينها، وإلى المسافة الزمانية (5000 سنة) والمكانية (آلاف الأميال عبر الأطلنطي) التي تفصل بين الحضارتين، وذلك إلى جانب الدراسات الوراثية المعتمدة على تقنيات الحامض النووي والتي قللت من شأن هذه النظرية.

### عصر ما قبل كولومبوس
يضم العصر ما قبل الكولومبي كل عصور ما قبل التاريخ والعصور التاريخية التي مرت بها الأمريكتان قبل ظهور تأثيرات أوروبية ذات بال في الأمريكتين، وهو ما يعني الفترة التي تقع بين الاستيطان الأول في العصر الحجري القديم الأعلى والاستيطان الأوروبي في مطلع العصر الحديث.
تضمنت العديد من حضارات العصر قبل الكولومبي خصائص من بينها وجود تجمعات سكانية دائمة أو حضرية، وزراعة، وعمارة مدنية وتذكارية، وأنظمة عشائرية معقدة. وقد قدر لبعض تلك الحضارات الزوال قبل غزو الأوروبيين للعالم الجديد بفترات طويلة، ولم يعد هناك ما يدل على سابق وجودها إلا بعض الأدلة الأثرية، بينما قدر لحضارات أخرى أن تعاصر تلك الفترة التاريخية، وهي الحضارات التي ذكرت في كتابات تلك الفترة. وكانت قلة من تلك الحضارات تمتلك سجلات مدونة (لعل أشهرها المايا). إلا أن معظم الأوروبيين في تلك الحقبة نظروا إلى هذه النصوص باعتبارها هرطقات، فكان مآلها إلى المحارق المسيحية، ولم ينج منها إلى اليوم إلا وثائق قليلة للغاية استقى منها المؤرخون أقباساً ضئيلة عن الحضارة والمعارف القديمة.
وفقاً لوثائق وكتابات كل من الأمريكيين الأصليين والأوروبيين، فقد كانت الحضارات الأمريكية ـ في الوقت الذي حل فيه الأوروبيون ـ ذات إنجازات كبيرة، من بينها مدينة تينوتشتيتلان، التي شيدها الأزتك (في موقع مدينة مكسيكو الحالية) وعدت من أكبر مدن العالم آنذاك، وكان تعداد سكانها في ذلك الحين زهاء مائتي ألف نسمة. كما كانت للحضارات الأمريكية أيضاً إنجازات باهرة في علمي الفلك والرياضيات. وتتنوع في أساطير الخلق عند الأمريكيين الأصليين الحكايات عن أصول القبائل المختلفة، فبعضهم «وجدوا منذ الأزل» وآخرون خلقتهم آلهة أو حيوانات، وبعضهم نزحوا من اتجاه معين، بينما جاء آخرون «عبر المحيط».

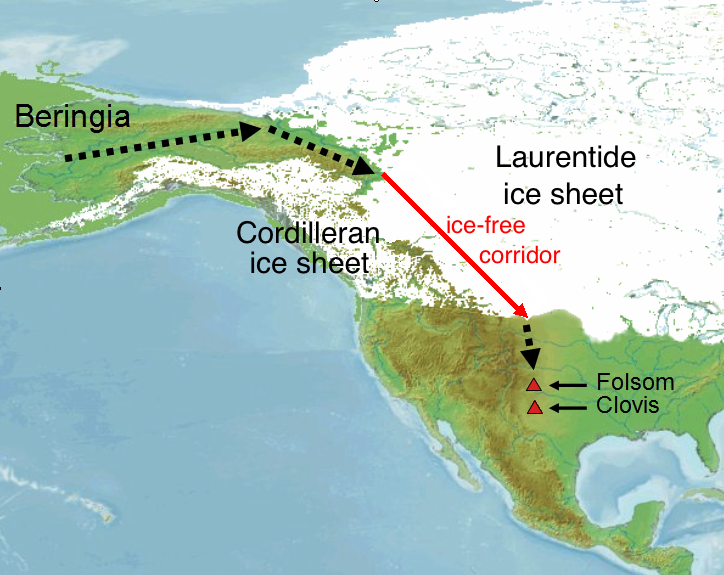
خريطة توضح الموقع التقريبي لمواقع خالية من الجليد و مواقع محددة لهنود باليو (نظرية كلوفيس)

"العصر الحجري الحديث "لا يستخدم عادة لوصف ثقافات الشعوب الأصلية في الأمريكتين، انظر علم الآثار في الأمريكتين.
النظرية المعتادة عن استيطان الأمريكيتين هو أن أقدم أسلاف شعوب الأمريكتين جاءت من أوراسيا على جسر يابسة الذي كان يربط القارتين عبر ما هو الآن مضيق بيرينغ خلال الفترة من التجلد، عندما كان مستوى مياه البحر السفلي. عدد وطبيعة هذه الهجرات غير مؤكد ولكن يعتقد أن جسر يابسة كاد أن يكون موجودا فقط حتى حوالي 12,000 سنة، عندما غمرت مياه الفيضان جسر يابسة.
وقعت ثلاث هجرات رئيسية، كما تتبعت من خلال بيانات لغوية ووراثية. هنود باليو الأوائل سرعان ما انتشروا في جميع أنحاء الأمريكتين، وتنوعوا إلى عدة مئات من الشعوب والقبائل المتميزة ثقافيا. قبل 8000 قبل الميلاد كان المناخ في أمريكا الشمالية يشبه إلى حد بعيد مناخ اليوم.

### الاستكشافات الأوروبية والاستعمار

#### التأثير على السكان الأصليين

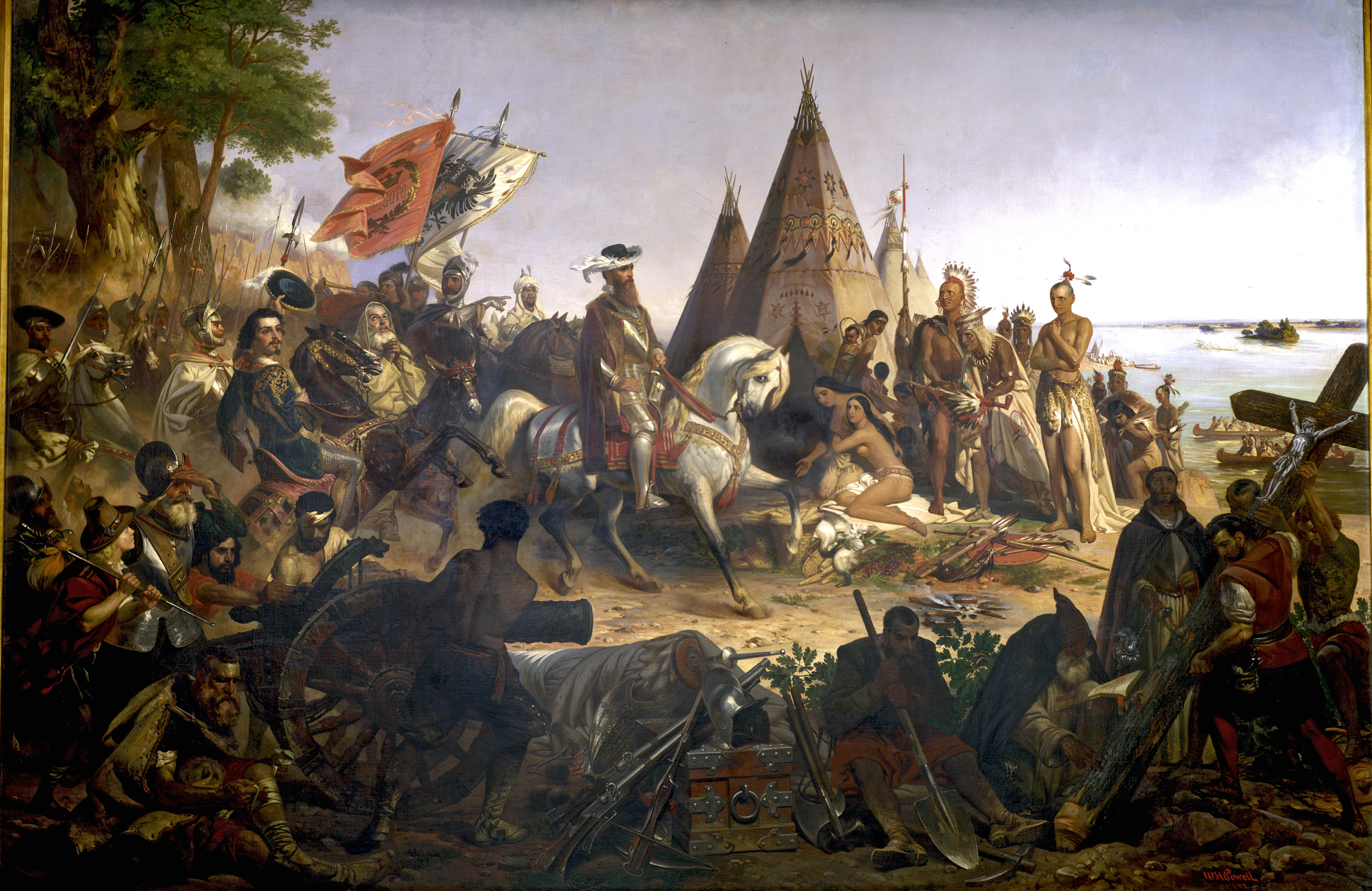
اكتشاف نهر المسيسيبي من قبل وليام هنري باول (1823-1879) هو [(فن) [رومانسية

انحدر عدد سكان الأمريكيين الأصليين بشكل حاد بين القرنين السادس عشر والتاسع عشر. يعتقد معظم الباحثون أن الأوبئة -من ضمن عوامل أخرى- كانت السبب الرئيسي لانخفاض عدد السكان الأمريكيين الأصليين لافتقارهم المناعة ضد الأمراض الجديدة الوافدة من أوروبا. من الصعب تقدير عدد الأمريكيين الأصليين الذين كانوا يعيشون فيما يعرف اليوم بالولايات المتحدة الأمريكية قبل وصول كولومبوس. تتراوح التقديرات من 2.1 مليون إلى 18 مليون (دوبينس 1983). بحلول عام 1800، انخفض عدد السكان الأصليين للولايات المتحدة الحالية إلى نحو 600000 فرد، وفي تسعينيات القرن التاسع عشر بقي فقط 250,000 من الأمريكيين الأصليين. أُثبت أن فيروسي جدري الماء والحصبة المتوطنيَن لدى الأوروبيين (بعد فترة طويلة من دخولهما من آسيا)، أُثبِت أنهما قاتلان بالنسبة للأمريكيين الأصليين. في المئة عام التي أعقبت وصول الإسبان إلى الأمريكتين، أخلت الأوبئة الكبيرة أجزاء كبيرة من شرق الولايات المتحدة في القرن السادس عشر.
ثمّة عدد من الحالات الموثقة لنشر الأمراض عمدًا بين الأمريكيين الأصليين كشكل من أشكال الحرب البيولوجية. المثال الأكثر شهرة حدث في عام 1763، عندما كتب السير جيفري أمهيرست، القائد العام لقوات الجيش البريطاني، مشيدًا باستخدام البطانيات الملوثة بفيروس بالجدري من أجل «اجتثاث» العِرق الهندي. مُنحِت بطانيات مصابة بالجدري للأمريكيين الأصليين الذين يحاصرون حصن بيت. إن فعالية المحاولة غير واضحة.
في عام 1634، بدأ أندرو وايت من اليسوعيين بعثة تبشيرية في ما يعرف الآن بولاية ماريلند، وكان الغرض من البعثة الذي أوصله من خلال مترجم لرئيس إحدى القبائل الهندية هو «توسيع الحضارة وإيصال التعليمات إلى عِرقه الجاهل، وأن يهديهم لطريق الجنة». تذكر مذكرات وايت أنه بحلول عام 1640، أُسس مجتمع أطلقوا عليه اسم سانت ماري، وكان الهنود يرسلون أطفالهم هناك «ليجري تعليمهم مع الإنجليز». شمل ذلك ابنة زعيم البيسكاتاواي الهندي، تاياك، التي لم تقدم مثالًا للتعليم للهنود فحسب، إنما مثالًا لتعليم للفتيات أو مثالًا مبكرًا للتعليم المختلط. تشير السجلات نفسها إلى أنه في عام 1677 «افتتحت جمعيتنا مدرسة للعلوم الإنسانية في وسط ماريلند، يديرها كاهنان؛ والشباب المحليون يبذلون جهودًا حثيثة للدراسة ويحرزون تقدمًا جيدًا. أرسلت ماريلند والمدرسة المُحدثة مؤخرًا صبيين إلى سانت أومر بعد أن أظهرا قدراتهما لبعض الأوروبيين عندما كانا يتنافسان على شرف أن المرتبة الأولى في فئتهما. بالتالي لم يُجمع فقط الذهب والفضة ومنتجات الأرض الأخرى فحسب، بل جُمعت الرجال أيضًا لانتشال تلك المناطق التي وصفها الأجانب ظلمًا بالمتوحشة، ورفعها إلى حالة عليا من الفضيلة والتنمية».
خلال منتصف القرن السابع عشر، نشبت حروب بيفر على تجارة الفراء بين الإيراكوي وشعب وايندوت من جهة وشعب ألغونكيون الشماليون وحلفائهم الفرنسيين من جهة أخرى. خلال الحرب، دمر الإيراكوي العديد من الاتحادات القبلية الكبيرة، بما في ذلك وايندوت، والأمة المحايدة، وشعب إيري، وسسكويهانوك، وشاوني وأضحوا المهيمنين في المنطقة ووسعوا أراضيهم.
في عام 1727، أسست راهبات وسام سانت أورسولا الأكاديمية الأورسولية في نيو أورلينز، والتي تعد حاليًا أقدم مدرسة فتيات وأقدم مدرسة كاثوليكية في الولايات المتحدة. منذ وقت تأسيسها، قدمت الفصول الأولى لفتيات الأمريكيين الأصليين، وقدمت لاحقًا دروسًا للعبدات الأمريكيات من أصل أفريقي والنساء الملونات المعتوقات.
بين عامي 1754 و 1763، شاركت العديد من القبائل الأمريكية الأصلية في الحرب الفرنسية والهندية/ حرب السنوات السبع. كان المنخرطون في تجارة الفراء يميلون إلى التحالف مع القوات الفرنسية ضد الميليشيات الاستعمارية البريطانية. شكّل البريطانيون عددًا أقل من الحلفاء، لكن بعض القبائل التي أرادت إثبات الاندماج والولاء لدعم المعاهدات للحفاظ على أراضيها قد انضمت إليهم. لكن أملهم قد خاب عندما أُلغيت هذه المعاهدات في وقت لاحق. امتلكت القبائل أهدافها الخاصة وراء تحالفاتها مع القوى الأوروبية لمحاربة أعداء السكان الأصليين التقليديين. فرَّ بعض الإيراكوي الموالين للبريطانيين والذين ساعدوهم على القتال في الثورة الأمريكية شمالًا إلى كندا.
بعد وصول المستكشفين الأوروبيين إلى الساحل الغربي في سبعينيات القرن الثامن عشر، فتك الجدري بوتيرة سريعة بما لا يقل عن 30% من سكان الساحل الشمالي الغربي للأمريكيين الأصليين. خلال الثمانين إلى المئة عام التالية، فتك الجدري وأمراض أخرى بالسكان الأصليين في المنطقة. انخفض عدد سكان منطقة بيوجت ساوند المقدر سابقًا بنحو 37000 شخص إلى 9000 ناجٍ فقط بحلول الوقت الذي وصل فيه المستوطنون بشكل جماعي في منتصف القرن التاسع عشر.
تسببت أوبئة الجدري في الاعوام 1780-1782 و1837-1838 بدمار وتناقص هائل بعدد هنود السهول. بحلول عام 1832، أنشأت الحكومة الفيدرالية برنامج تطعيم ضد الجدري للأمريكيين الأصليين (قانون التطعيم الهندي لعام 1832). وكان أول برنامج فيدرالي أُنشئ لمعالجة مشكلة صحية للأمريكيين الأصليين.

#### إدخال الحيوانات
مع التقاء عالَمين مختلفين، انتقلت الحيوانات والحشرات والنباتات من أحدهما إلى الآخر، إما عمدًا أو صدفةً، في ما يسمى التبادل الكولومبي. في القرن السادس عشر، جلب الإسبان وغيرهم من الأوروبيين الخيول إلى المكسيك. هربت بعض الخيول وبدأت في التكاثر وزيادة أعدادها في البرية. عندما اعتمد الأمريكيون الأصليون استخدام الحيوانات، بدؤوا بتغيير ثقافاتهم بطرق جوهرية، لا سيما من خلال توسيع نطاقاتهم البدوية للصيد. كان لإعادة إدخال الحصان إلى أمريكا الشمالية أثرٌ عميق على ثقافة الأمريكيين الأصليين في السهول الكبرى.

### القرن السابع عشر

#### حرب الملك فيليب
حرب الملك فيليب، التي تسمى أيضًا حرب ميتاكوم أو تمرد ميتاكوم، كانت آخر نزاع مسلح كبير بين السكان الأمريكيين الأصليين في جنوب نيو إنغلاند حاليًا والمستعمرين الإنجليز وحلفائهم من الأمريكيين الأصليين بين عامي 1675 و1676. رغم مقتل الملك فيليب استمرت الحرب شمال نيو إنغلاند (بشكل أساسي على حدود مين) حتى توقيع معاهدة خليج كاسكو في أبريل 1678.

### القرن الثامن عشر

#### المجتمع الطبيعي
اعتبر بعض الفلاسفة الأوروبيين أن مجتمعات الأمريكيين الأصليين «طبيعية» بحقّ، وأنها تمثل عصرًا ذهبيًا معروف فقط في التاريخ الشعبي.

#### الثورة الأمريكية
خلال الثورة الأمريكية، تنافست الولايات المتحدة المعلنة حديثًا مع البريطانيين على ولاء أمم الأمريكيين الأصليين شرق نهر المسيسيبي. وقف معظم الأمريكيين الأصليين الذين انضموا إلى النضال إلى جانب البريطانيين، بناءً على علاقاتهم التجارية وآمالهم في أن تؤدي الهزيمة الاستعمارية إلى وقف المزيد من التوسع الاستعماري على أراضي الأمريكيين الأصليين. كان لينابي أول مجتمع أصلي يوقع على معاهدة مع حكومة الولايات المتحدة الجديدة.

في عام 1779 نُفِّذت حملة سوليفان خلال الحرب الثورية الأمريكية ضد البريطانيين وأمم الإيراوكوي الأربعة المتحالفة. أعطى جورج واشنطن أوامر أوضحت أنه يريد القضاء على تهديد الإيراكوي تمامًا:
الحملة التي عُيّنتَ لقيادتها يجب أن تكون موجهة ضد قبائل أمم الهنود الست المعادية، مع شركائهم وأتباعهم. الأهداف المباشرة هي التدمير الكامل والدمار لمستوطناتهم، واعتقال أكبر عدد ممكن من السجناء من جميع الأعمار ومن كلا الجنسين. من الضروري تدمير محاصيلهم المزروعة في الأرض ومنعهم من زراعة المزيد.
أبرم البريطانيون السلام مع الأمريكيين في معاهدة باريس (1783)، والتي من خلالها تنازلوا عن أراضٍ أمريكية أصلية شاسعة للولايات المتحدة دون إبلاغ الأمريكيين الأصليين أو التشاور معهم.